# Vila Flores
Vila Flores é um município brasileiro do estado do Rio Grande do Sul. Sua população é formada, basicamente por descendentes de imigrantes italianos e sua economia volta-se para a agricultura e pecuária, cerâmicas produtoras de tijolos e metalúrgicas.

## História
Vila Flores ficava a beira do caminho dos tropeiros que transportavam seu gado para Lagoa Vermelha, que tinham como ponto de referência um velho pinheiro que pegou fogo em uma queimada. O local era conhecido como Pinheiro Seco.
Por volta de 1884 surge a capela de Santo Antônio de Pádua e a construção de algumas casas. A posição intermediária entre Alfredo Chaves (atual Veranópolis) e Capoeiras (atual Nova Prata), permitiu que se tornasse um local de descanso para pouso e refeição dos carreteiros que ali passavam.
Em 15 de janeiro de 1898, a Colônia Alfredo Chaves, desmembrou-se de Lagoa Vermelha e é elevada a categoria de município, abrangendo também Monte Vêneto (Cotiporã), Bela Vista (Fagundes Varela), Vista Alegre do Prata, Pinheiro Seco (Vila Flores), Nova Bassano e Capoeiras (Nova Prata).
Em 1920, Pinheiro Seco passa a denominar-se Vila Flores, em homenagem a família Fiori, uma das primeiras famílias que ali se estabeleceram, iniciando diversos negócios.
O distrito foi criado com a denominação de Vila Flores, pela Lei Municipal nº 240, de 30-09-1955, com território desmembrado do distrito de Fagundes Varela, subordinado ao município de Veranópolis. Elevado à categoria de município com a denominação de Vila Flores, pela Lei Estadual nº 8.627, de 12-05-1988.

## Geografia

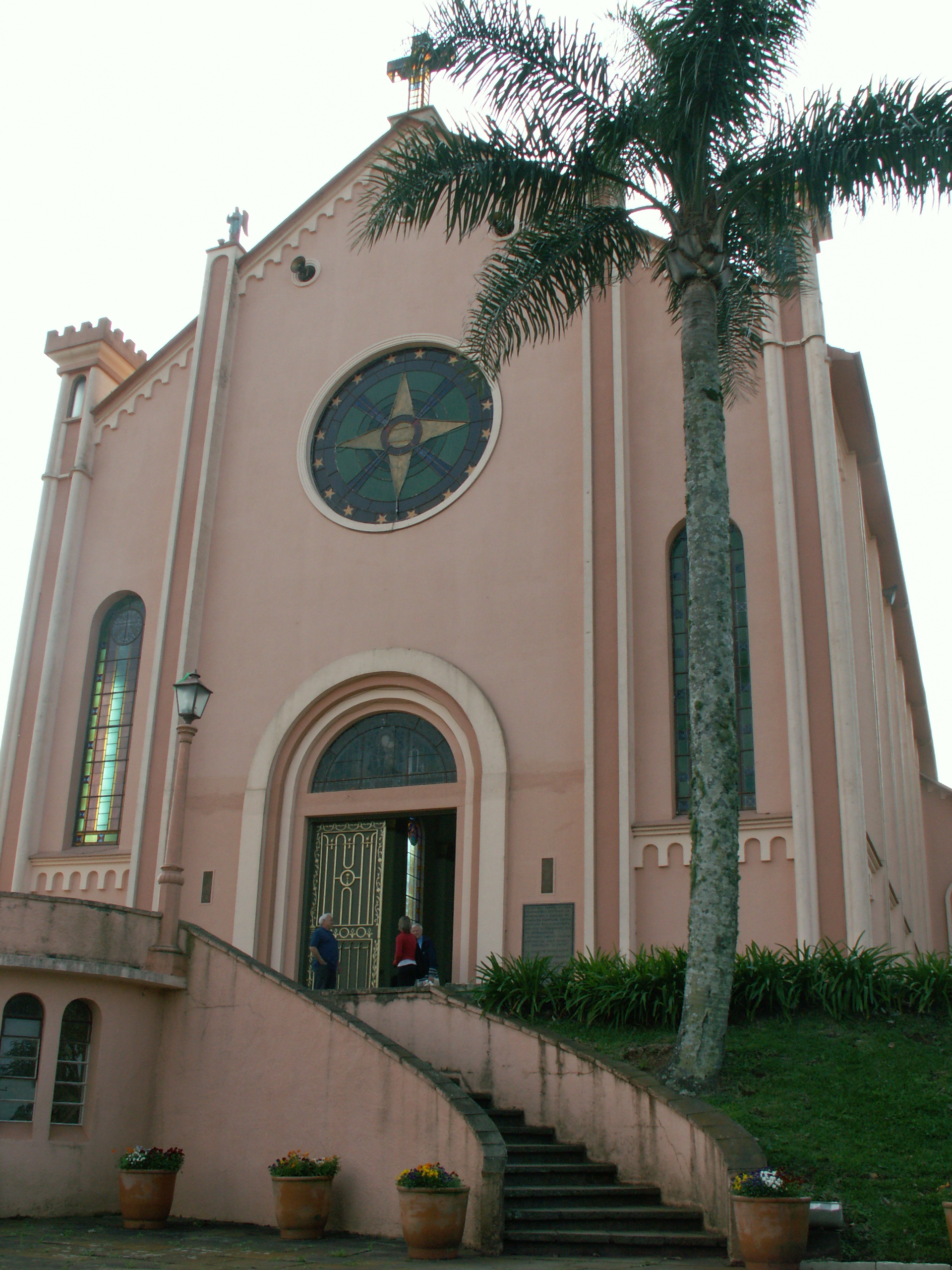
Igreja Matriz localizada no centro do município.

Localiza-se a uma latitude 28º51'46" sul e a uma longitude 51º32'00" oeste, estando a uma altitude de 743 metros. Sua população conforme o censo de 2010 era de 3.207 habitantes.
O relevo é típico da Região da Encosta Superior do Nordeste, formado por grande quantidade de morros e cortado pelos rios da Prata, no sentido norte-sul; pelo arroio Retiro, no sentido norte-oeste; e pelo arroio Jabuticaba, no sentido norte-sul. O solo é uma fonte de basalto, que se apresenta como um meio de produção econômica.

## Cidades-irmãs
- Arsiè, Belluno, Itália